# Selekcja (Teatr Telewizji)
Selekcja – spektakl Teatru Telewizji z cyklu Teatru Sensacji „Kobra” z 1984 roku w reż. Tadeusza Kijańskiego. Film powstał na podstawie opowiadania Waldemara Łysiaka z tomu Perfidia (1980).

## Fabuła
Stany Zjednoczone końca XX w. Umierający szef mafii – don Anselmo – postanawia wybrać swojego następcę. W tym celu zaprasza do swojej rezydencji trzech swoich podwładnych – szefów mafii na Wybrzeże Zachodnie, Wschodnie i Stany Południowe. Nieoczekiwanie spotkanie zostaje przerwane przez nalot policji. Dowodzący akcją por. Callaghan, aresztuje mafiosów i poddaje brutalnemu  przesłuchaniu. Działa jednak na własną rękę, mając dosyć liberalnego prawodawstwa. Żąda od mafiosów przyznania się do winy. Dwóch z nich: Giuliano i Frank, po trzech dobach bez snu, jedzenia, wody i bicia w końcu mięknie i przyznaje się do wszystkiego, wyjawiając tajemnice syndykatu. Tylko Vittorio pozostaje niezłomny i nawet w obliczu groźby okrutnej śmierci pozostaje lojalny wobec zasad organizacji – milczy. Nieoczekiwanie Giuliano i Frank zostają zastrzeleni przez Callaghana, a Vittorio doprowadzony przed oblicze don Anselma. I tu wyjaśnia się cała sytuacja – całe zajście z policja było jedynie mistyfikacją urządzoną na polecenie don Anselma celem sprawdzenia lojalności jego podwładnych. Vitorio jako jedyny, który wyszedł z próby cało staje się namaszczonym przez don Anselma jako nowy „capo di tutti capi”. Jednak inteligentny i równie bezwzględny Vittorio  postanawia rozegrać sprawę sukcesji po swojemu – w ostatniej scenie filmu zabija don Anselma, a jego kierowca i zarazem goryl masakruje wszystkich uczestników spotkania.

## Obsada aktorska
- Henryk Talar – Vittorio
- Marek Walczewski – Callaghan
- Marek Bargiełowski – Giuliano
- Paweł Nowisz – Frank
- Andrzej Szalawski – don Anselmo
- Emil Karewicz – inspektor Whiteman
- Tadeusz Włudarski – sierż. Klein
- Włodzimierz Nowak – sierż. Rogers
- Wojciech Alaborski – Andrea
- Marek Kondrat – Cipriani
- Zdzisław Wardejn – zabójca Ciprianiego
- Stanisław Brudny – „policjant” Callaghana
- Marek Lewandowski – „policjant” Callaghana
- Marek Obertyn – „policjant” Calaghana
- Jerzy Dominik – Rocky
- Piotr Machalica – wysłannik don Anselma